# Rafael Ramírez Hidalgo
Rafael Ramírez Hidalgo nació en San José, Costa Rica, en 1805, y falleció en esa ciudad el 24 de septiembre de 1875. Fue hijo de Miguel Ramírez y Antolina Hidalgo.
Fue miembro de las Asambleas Constituyentes de 1838, 1859, 1869, 1870 y 1871, Presidente de la Cámara de Representantes de 1844 a 1845 y de la Cámara de Senadores de 1862 a 1863 y Magistrado en varias oportunidades. Presidió la Corte Suprema de Justicia de Costa Rica de 1847 a 1850 y de 1854 a 1855. También fue Conjuez de la Corte Suprema de Justicia en 1859 y Secretario de Estado en 1873.
Fue autor de las anotaciones contenidas en la edición del Código General del Estado de Costa Rica de 1841 publicada en Nueva York en 1858, que fue declarada oficial por el gobierno del Presidente Juan Rafael Mora Porras.